# Abraham Wuchters

Portret van Christina I van Zweden. Geschilderd in 1661 door Abraham Wuchters.

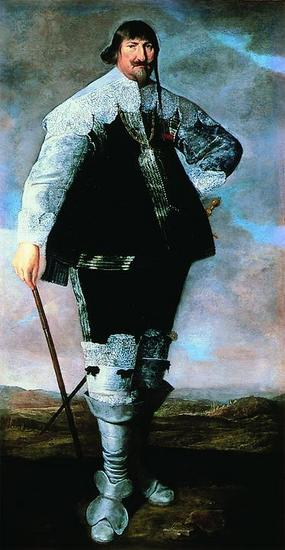
Christian IV van Denemarken geschilderd door Abraham Wuchters.

Abraham Wuchters (ook als Wugters gespeld; Antwerpen, 1608 – Sorø, 23 mei 1682) was een van oorsprong Brabants schilder en graveur, die achtereenvolgens in Amsterdam, Kopenhagen en Stockholm actief was. Hij wordt tot de Zuid-Nederlandse en Zweedse school gerekend.
Wuchters was mogelijk een broer van Daniël Wuchters. Hij was zwager van de schilder Albert Haelwegh. Hij was werkzaam in Amsterdam vanaf 1636. In 1638 ging hij met Karel van Mander (III) naar Kopenhagen. Van 1660 tot december 1661 was hij werkzaam aan het hof van Karel X van Zweden in Stockholm. In 1663 werd hij opnieuw in Kopenhagen vermeld, waar hij in 1682 overleed.
Wuchters was beïnvloed door de Zuid-Nederlandse schilder Antoon van Dyck. Van Wuchters zijn uitsluitend portretten bekend.
- Biografisch Portaal: 01088950
- Gemeinsame Normdatei: 122755340
- International Standard Name Identifier: 0000 0001 1743 9464
- KulturNav: c352923f-4baa-414e-af8b-d5e1e09ffd3a
- RKD-Nederlands Instituut voor Kunstgeschiedenis: 85747
- LIBRIS: 210477
- Union List of Artist Names: 500002811
- Virtual International Authority File: 95697791
- WorldCat: E39PCjH86wtxKXgJhmkVhf8Vyb